# Souvislosti
Die Revue Souvislosti ist eine in Prag erscheinende tschechische Literaturzeitschrift, die vor allem zeitgenössischen Autoren sowie literarischen und kulturellen Themen der Gegenwart ein Forum bietet.

## Geschichte Erscheinungsform, Format
Die Revue Souvislosti (tschechisch für Kontext) ging personell und inhaltlich aus der der Samisdat-Zeitschrift Portálist hervor und erschien erstmals im Frühjahr 1990. Seit 1994 erscheint Revue Souvislosti vierteljährlich. In den ersten Ausgaben wurden auch Inhalte der von Josef Mlejnek herausgegebenen Samisdat-Zeitschrift Komunikace zugänglich gemacht. Da Samizdat-Zeitschriften in der Zeit des tschechoslowakischen Spätstalinismus wegen der Zensur nur in kleinsten Auflagen erscheinen und oft nur mit dem Risiko staatlicher Repressalien verbreitet werden konnten, wurden seit 1990 eine Reihe von Texten und Autoren publiziert, die bis dahin keine breite Aufmerksamkeit in der tschechischen Öffentlichkeit erlangen konnten.
Der Untertitel der Zeitschrift lautete von 1990 bis 1991 „Revue pro křesztánskou kulturu“ (Revue für christliche Kultur), von 1992 bis 2001 „Revue pro křesztánství a kulturu“ (Revue für Christentum und Kultur), und von 2002 bis heute „Revue pro literaturu a kulturu“ (Revue für Literatur und Kultur). In den Anfangsjahren erhielt Souvislosti finanzielle Unterstützung der Katholischen Kirche. Die Entwicklungsphasen der Revue wurden häufig begleitet durch engagierte redaktionelle Diskussionen und Auseinandersetzungen über die kulturphilosophischen und ästhetischen Leitlinien. Die Veränderungen spiegeln auch ideologische, soziale und ökonomische Veränderungen in der Nachwende-Zeit der Tschechoslowakei (ab 1992 der Tschechischen Republik) sowie den kulturellen Generationenwechsel.
In den 1990er Jahren wurde die redaktionelle Arbeit hauptsächlich von Josef Mlejnek, Květoslava Neradová, Robert Krumphanzl und Martin C. Putna geleitet. Seit 1999 besteht das Redaktionsteam aus Martin Valášek, Petr Borkovec und Petr Šrámek; die aktuellen Herausgeber sind Valášek und Šrámek. Redaktionssitz der Revue Souvislosti ist Prag.
Die Zeitschrift erscheint als Printveröffentlichung mit künstlerisch gestalteten Umschlägen und Layout. Sie hat zudem eine Facebook und Twitter-Präsenz.

## Inhalte, Autoren, Wettbewerbe
Seit 1992 behandeln viele der Revue Souvislosti Ausgaben Themenschwerpunkte, die seit 1993 auch auf der Titelseite angekündigt werden. Diese waren teilweise kulturgeographischer Art, bezogen sich auf Literaten, Theologen und Kulturwissenschaftler, die in Tschechien relativ wenig bekannt waren, oder beschäftigten sich mit anthropologischen Fragen.
Die Zeitschrift bearbeitet Themen oft in ihren weiten diskursgeschichtlichen Zusammenhängen, versucht junge Autoren bekannt zu machen und übersetzt auch internationale Gegenwartsautoren ins Tschechische.
In den frühen Ausgaben erschienen Hefte u. a. zu den Themen Feminismus (4/1992), Tod (5/1992), die Ausgabe Člověk v podzemí (Der Mann im Untergrund) (1/1993) widmet sich dem (politischen) Untergrund und die Ausgabe Básníci, věštci, psychiatři (Dichter, Seher, Psychiater) (2/1993) behandelte die Zusammenhänge zwischen Kreativität, Christentum und Psychoanalyse. Es folgten folgende Themen: Macht und Ohnmacht (3/1993), Ökologie (Erde, Erde!, 4–5/1993), Apokalypse (1/1994), Kunst, Sakrales, Kitsch (2/1994), Mystik / Geschichten (3/1994), Deutsche, Romantiker, Nazis (4/1994), Apokryphen (1/1995), Slawen (2/1995), Familie und Einsamkeit (3/1995), Katholiken und Demokratie (4/1995), Griechenland (1/1996), Ort und Ort (2–3/1996), Kindheit (4/1996), Slowenien (1/1997), Alter (2/1997), Welten / Islam (3–4/1997), Maler und Dichter (1/1998), Übersetzungen und Übersetzer (2/1998), Polen / Ungarn (3–4/1998), Christen und der Orient / Věra Linhartová (1/1999), Wort im Raum / Věra Linhartová II (2/1999), Verkauf des Christentums / Analphabetismus / Věra Linhartová III (3–4/1999), Schulen / Psalm 30 (1/2000), Spirituelle Musik / Vladimír Holan (2/2000), Unter den gefallenen Säulen (3–4/2000), Architektur in Raum und Zeit.
Schriftsteller, Künstler und Kulturwissenschaftler, die in den Ausgaben der Revue Souvislosti kritische, aktualisierende Auseinandersetzung und Würdigung erfuhren, oder dort zu Wort kamen, waren u. a.:
Ingeborg Bachmann, Anna Barkowa, Thomas Bernhard, Ivan Blatný, Heinrich Böll, Dante, Gilles Deleuze, T.S. Eliot, Witold Gombrowicz, Péter Esterházy, Petr Halmay, Vladimír Holan, Hölderlin, Clara Janésová, Karel VI. (Schwarzenberg), Oldřich Král, Věra Linhartová, Ivan Matoušek, Jiří Němec, Marek Šindelka Wallace Stevens, Sozanský, Zsuzsa Takácsová, Gao Xingjian, Štěpán Zavřel.
Sowohl mit den thematischen als auch den biographisch-diskursiven Artikeln, aber auch durch Übersetzungen und Interviews, hat die Revue Souvislosti entscheidend dazu beigetragen, während der stalinistischen Jahre vergessene und verdrängte Autorinnen ins Bewusstsein der gebildeten Öffentlichkeit zu bringen, sowie zeitgenössische tschechische und internationale literarische Diskurse in einen Dialog zu setzen. Sie ist damit eine wichtige vermittelnde Kulturinstanz in Mitteleuropa.
Zudem engagiert sich die Zeitschrift auf dem Gebiet der Literaturkritik. So wurde 2024 von den tschechischen Kulturzeitschriften A2, Host, Prostor, Tvar und Souvislosti ein Preis für Literaturkritik ins Leben gerufen, der kongeniale Besprechungen insbesondere von Prosa-Texte auszeichnet.

## Links
- Offizieller Webauftritt: http://souvislosti.cz/